# 20571 Tiamorrison
A 20571 Tiamorrison (ideiglenes jelöléssel 1999 RA135) a Naprendszer kisbolygóövében található aszteroida. A LINEAR projekt keretében fedezték fel 1999. szeptember 9-én.